# Портрет Клещар-Самохваловой
«Портрет М. А. Клещар-Самохваловой» — образец поздней портретной живописи Александра Николаевича Самохвалова (1894—1971), написанный в 1957 году. Изображена Мария Алексеевна Клещар-Самохвалова (1915—2000), советский живописец, вторая жена художника. С 1979 года находится в собрании Волгоградского музея изобразительных искусств имени И. И. Машкова.

## История
По замечанию В. Л. Щербань, «войдя в жизнь мастера красивой натурщицей, Мария Алексеевна стала его бессменным спутником, преданной женой, чутким другом и талантливым учеником». А также героиней, прототипом или моделью многочисленных произведений художника. И дело здесь не только в естественной близости творца и его возлюбленной. Пожалуй, в Марии Клещар художник уже в немолодые годы нашёл «зримое воплощение того идеала женской красоты, который был ему эстетически необычайно близок, который он не просто воспевал в работах 1930-х годов, но и напрямую отождествлял с образом молодости, жизнеутверждающей силы молодого поколения энтузиастов страны Советов».
Знакомство А. Н. Самохвалова и М. А. Клещар относится к концу 1940-х годов. О первом посещении мастерской художника в Тучковом переулке Мария Алексеевна оставила подробные воспоминания. Это произошло ранней весной 1950 года. «Тогда ещё не предполагала я, что проживу в этой мастерской-квартире 21 год и буду делить трудную жизнь с этим большим художником и прекрасным человеком». В том же году она вышла замуж за А. Н. Самохвалова.
Впервые Мария Клещар позировала А. Н. Самохвалову в 1950 году в его работе над серией иллюстраций к роману А. Чапыгина «Степан Разин». Потом была работа над иллюстрированием подарочного двухтомника «Анна Каренина» и «Евгений Онегин» для Госиздата. В живописных произведениях А. Н. Самохвалова образ Марии Клещар встречается с начала 1950-х годов и вплоть до последних работ художника.
По мнению В. Л. Щербань, в портрете 1957 года «художник выражает личное отношение к модели, преломлённое через призму внешних событий и происшествий, и, конечно, через призму собственного миросозерцания». Оно угадывается в музыкально-пластической игре линий и красок. Фигура молодой женщины монументальна и одновременно поэтично-изыскана. «Модель взята крупным планом, взгляд Марии Алексеевны, направленный сверху вниз, провоцирует ощущение значительности, внушительности образа».
В качестве фона к портрету А. Н. Самохвалов выбрал крутую лестницу мастерской, ведущую на антресоли. Лёгкость, воздушность фигуры, усиленная экспрессивной диагональю второго плана, создаёт ощущение мимолётности, пленительной романтичности. Выразительность образа усиливает перламутровый колорит строгой шляпки и скромного клетчатого платья, контрастирующего с элегантным тёмным жакетом. Приём контраста использован художником и в противопоставлении музыкальной, живой пластики мягких линий округлых плеч и обнажённых рук с жёсткими прямыми линиями лестницы и спинки стула. По мнению В. Л. Щербань, в портрете автор сумел приоткрыть внутренний мир цельного, целеустремлённого, сильного, верного человека. Самохвалов достигает этого строгой лаконичной композицией, в которой отказывается от всего лишнего, чтобы сосредоточить внимание на главном — выражении лица портретируемой. Он бережно прорисовывает его черты и за этим не холодное «перечисление деталей, а внимательное и одухотворённое изображение состояния модели».
Интересно сравнить портрет 1957 года с другими работами А. Н. Самохвалова, запечатлевшими образ жены. Так, несколько ранее в 1953 году в Гурзуфе Самохваловым был написан небольшой портрет «Под солнцем». Работа сочетает передачу внешнего сходства и характерного для Самохвалова приподнятого мироощущения. Фигура молодой женщины в летнем платье написана в свету, лишь лицо дано в тени от широкополой панамы. За спокойным выражением лица с правильными чертами, чуть утомлённого южным солнцем, угадывается волевой характер.
В 1955—1956 годах А. Н. Самохвалов пишет картину «Кафе Гурзуф». Созданный образ соединил в себе свежесть личных ощущений с неизменным интересом художника к теме молодости. Её главным воплощением в картине стала женская фигура за столиком, моделью для которой послужила Мария Клещар. Грациозность осанки, изящный наклон головы, сложный цвет платья заставляют зрителя вместе с автором любоваться этим образом, исполненным подлинной женственности.
В 1960 году А. Н. Самохвалов пишет картину «Голубые сумерки», где в образе стройной женщины со скрипкой в руке у окна изобразил жену. На полотне художник воспроизвёл уголок своей мастерской в Тучковом переулке, где прожил вместе с М. Клещар с 1950 года до своей смерти в 1971 году. Картина находится в собрании Брянской картинной галереи.
В 1964 году А. Н. Самохвалов пишет картину «На пляже», обобщающую крымские впечатления и одновременно возвращающую к его романтическим женским образам 1930-х. И здесь в центральной фигуре молодой женщины, прижимающей к себе мальчика, без труда угадываются черты М. Клещар. По её словам, «Гурзуф напоминал Самохвалову гриновский Гель-Гью». Не случайно, наверное, девочка на картине держит в руке маленький бриг, и хотя его паруса белоснежные, «любимый художником алый цвет присутствует в работе в окраске корабля, в ленте в волосах ребёнка и в косынке, прикрывающей голову женщины».
И в своей последней большой многофигурной композиции «Аппассионата» (1967, ГРМ) А. Н. Самохвалов изображает жену среди слушателей в образе высокой женщины слева в розовой блузке с короткой стрижкой, глубоко переживающей музыку великого композитора. Непроизвольное движение её рук на картине словно вторит движениям рук пианиста. Самохвалов признавался: «Жесты были в этой картине одним из важнейших участков композиционной работы. Разговор рук, нарастание их выразительности от жестов восприятия, жестов, характеризующих участников композиции, их взаимосвязи, до активного взмаха для мощного аккорда у пианиста — всё это было предметом волнующей меня как автора разработки композиционного строя произведения и увлекало меня как художника».
Впервые «Портрет М. А. Клещар-Самохваловой» экспонировался в 1963 году на персональной выставке А. Н. Самохвалова в ЛОСХ. В 2014—2015 годах портрет экспонировался в Русском музее на юбилейной выставке художника, приуроченной к 120-летию со дня рождения А. Н. Самохвалова.